# Rio do Fogo (kommun)
Rio do Fogo är en kommun i Brasilien.   Den ligger i delstaten Rio Grande do Norte, i den östra delen av landet, 1 800 km nordost om huvudstaden Brasília. Antalet invånare är 10 060.
Trakten runt Rio do Fogo består i huvudsak av gräsmarker. Runt Rio do Fogo är det ganska tätbefolkat, med 70 invånare per kvadratkilometer.